# Блукат
Блукат (перс. بلوکات) — дегестан в Ірані, у бахші Рахматабад-о-Блукат, в шагрестані Рудбар остану Ґілян. За даними перепису 2006 року, його населення становило 5710 осіб, які проживали у складі 1430 сімей.

## Населені пункти
До складу дегестану входять такі населені пункти:
- Алюбон
- Бер-Аґур
- Ґерд-Поште
- Ґільзаруд
- Ділма-Дег
- Долдім-е-Бозорґ
- Кандалат
- Кукене
- Лапе-Сара
- Ліяфу
- Мірза-Ґольбанд
- Міянфаріруд
- Муш-Біджар
- Ренасак-Бон
- Руд-Сар
- Сарфаріруд
- Халіме-Джан
- Шагр-е-Біджар
- Шейхалі-Тусе